# Мехди-бегова џамија
Место и остаци градитељске целине Мехди-бегове џамије ( Џамије на Хисетима) национални су споменик Босне и Херцеговине. Заштићени споменик налази се у Бања Луци у Републици Српској у Босни и Херцеговини. Национални споменик чине џамија, џамијски харем са нишанима мезарје које се налази преко пута џамије. Мехди-бегова џамија је проглашена за национални споменик Босне и Херцеговине 6. децембра 2003. године.

## Локација добра
Мехди-бегова џамија налази се на левој обали реке Врбас, између Доњег и Горњег Шехера. Изграђена је у Козарској улици и под управом је Одбора Исламске верске заједнице Бања Луке. Тачна година изградње није позната. Зна се да није постојала приликом пописа у Босанском санџаку 1604. године. Претпоставља се да је саграђена почетком XVII века, јер се помиње у вакуф-намима Сефер-спахије из 1618. године. Остали историјски писани подаци о овој џамији нису познати. 

## Опис добра
Мехди-бегова џамија је једнопросторни објекат са кровом на четири свода и мунаром направљеним од дрвета. Према подацима из 1983. године, поред ове, још седам џамија у Бања Луци је имало дрвене мунаре, а мунара Мехди-бегове џамије је била највећа. Софе, које су се налазиле испред џамије, зазидане су након завршетка Другог светског рата. Кров је направљен од дрвене конструкције и покривен са бибер црепом. Мунара је претрпела неколико измена током историје, а предратни изглед датира из обнове након разорног земљотреса који је погодио Бања Луку 1963. године. 
Део џамијског харема налази се уз саму џамију, а други део смештен је преко пута улице. Уз саму Џамију се налази око 15нишана без натписа и са приметним оштећењима. 
Џамија је срушена током грађанског рата у Босни и Херцеговини, 4. јула 1992. године а реконструисана и обновљена након 2000. године

## Досадашња заштита добра
Национални споменик није имао претходну заштиту нити се налазио у регистру културних добара. Комисија за очување националних споменика у Босни и Херцеговини је, 6. децембра 2003. године, прогласила место и остатке градитељске целине Мехди-бегове џамије ( Џамије на Хисетима)  националним спомеником. 